# محمداسماعیل رستمی
محمداسماعیل رستمی (زاده ۱۳۳۸ در تهران- درگذشته ۱۳۹۸) سرتیپ دوم ستاد و فرمانده پدافند هوایی ارتش جمهوری اسلامی ایران بود.
وی در سال ۱۳۶۰ از دانشکده افسری ارتش فارغ‌التحصیل و به نیروی هوایی منتقل گردیدند و جهت طی دوره تخصصی به فرماندهی آموزش‌های هوایی اعزام و در سال ۱۳۶۲ به عنوان افسر کنترل شکاری پس از طی دوره فارغ‌التحصیل و به فرماندهی پدافند هوایی منتقل شد. رستمی در سال ۱۳۸۷ به فرماندهی پدافند هوایی نیروی هوایی ارتش منصوب شد و آخرین فرمانده آن پیش از تشکیل قرارگاه پدافند هوایی خاتم الأنبیا بود. وی پس از تشکیل قرارگاه پدافند هوایی خاتم‌الانبیا تا پایان خدمت در ستاد ارتش جمهوری اسلامی ایران به انجام وظیفه پرداخت.

## فهرست منابع
1. ↑  «سرتیپ دوم ستاد محمد اسماعیل رستمی». پورتال اطلاع‌رسانی ارتش جمهوری اسلامی ایران.[پیوند مرده]
2. ↑  «فرماندهان ارتش ایران تا کنون». www.parsine.com. دریافت‌شده در ۲۰۲۰-۰۴-۱۹.
3. ↑  917 (۲۰۲۰-۰۱-۲۳). «سرتیپ دوم محمد اسماعیل رستمی درگذشت». ایرنا. دریافت‌شده در ۲۰۲۰-۰۴-۱۹.
4. ↑  «امیر سرتیپ رستمی فرمانده اسبق پدافند هوایی ارتش دار فانی را وداع گفت». www.yjc.ir. دریافت‌شده در ۲۰۲۰-۰۴-۱۹.